# Dicziunari Rumantsch Grischun
Le Dicziunari Rumantsch Grischun, titre en vallader (et aujourd'hui en rumantsch grischun) du « Dictionnaire du romanche des Grisons », abrégé DRG, est le dictionnaire le plus important de la langue romanche. 